# St. Mariä Himmelfahrt (Scherpenseel)

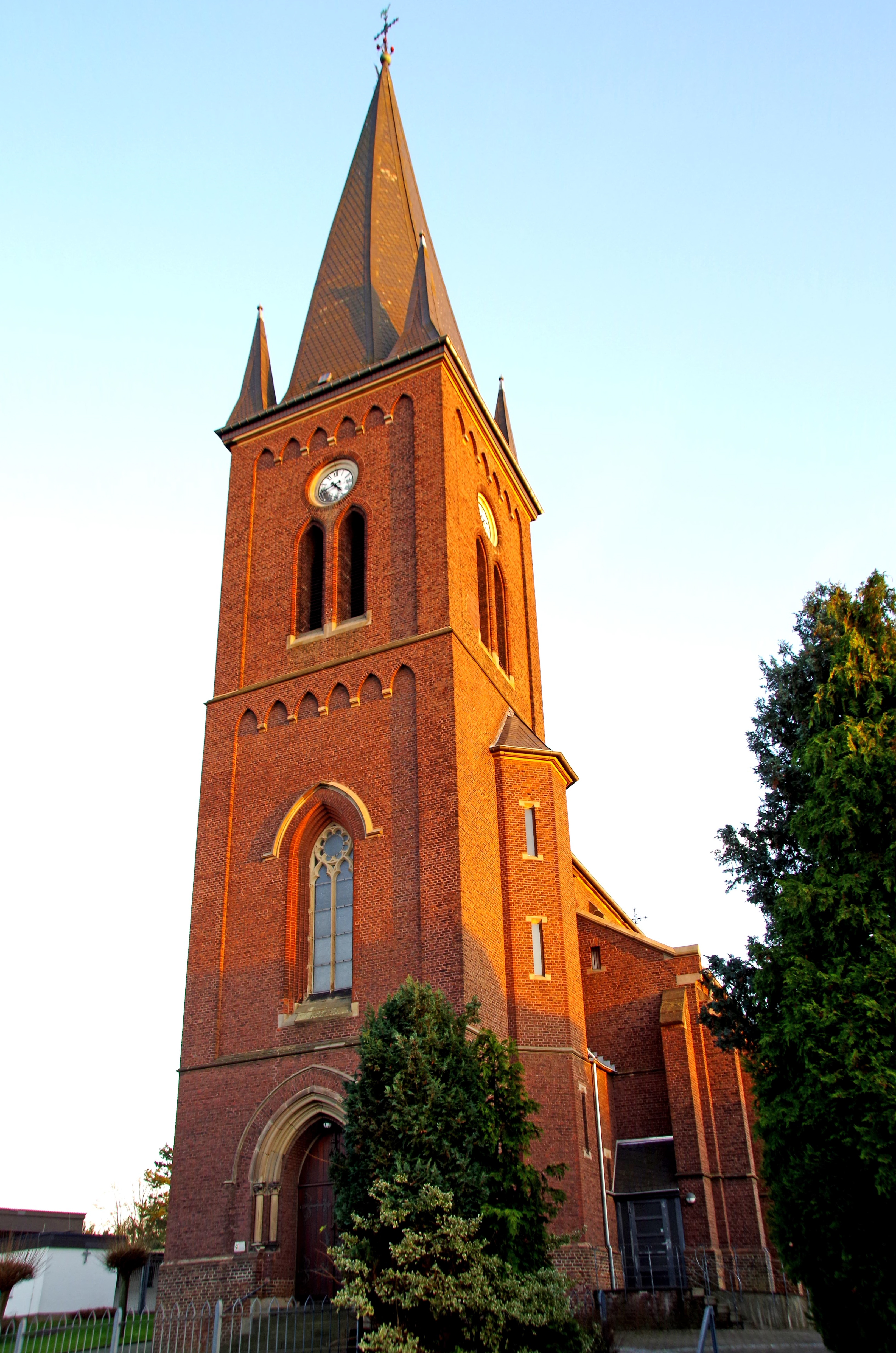
St. Mariä Himmelfahrt in Scherpenseel

St. Mariä Himmelfahrt ist eine römisch-katholische Filialkirche in Scherpenseel, einem Stadtteil von Übach-Palenberg im Kreis Heinsberg in Nordrhein-Westfalen. 
Die Kirche wurde zwischen 1892 und 1895 nach Plänen von Lambert von Fisenne erbaut, steht unter dem Patronat Mariä Aufnahme in den Himmel und ist unter Nummer 11 in die Liste der Baudenkmäler in Übach-Palenberg eingetragen.

## Geschichte
Scherpenseel gehörte ursprünglich zur Pfarre Marienberg und besaß lange kein eigenes Gotteshaus. Erst mit der Stiftung von Freifrau von Boeymer und Rimburg konnte 1725 eine Kapelle in Scherpenseel errichtet werden, in der Sonn- und Feiertags eine Messe gelesen wurde. Diese Kapelle wurde 1873 durch einen Neubau nach Plänen des Aachener Kreisbaumeisters Nell ersetzt. 
Da Scherpenseel ab Mitte des 19. Jahrhunderts deutlich gewachsen war, ganz im Gegensatz zum benachbarten Marienberg, wurde der Pfarrsitz 1891 von Marienberg nach Scherpenseel verlegt. Dadurch wurde auch der Bau einer Pfarrkirche notwendig. Nachdem ein passendes Grundstück erworben worden war, wurde der Gelsenkirchener Architekt Lambert von Fisenne mit der Planung der heutigen Kirche beauftragt. Die Grundsteinlegung war am 29. August 1892 und nach dreijähriger Bauzeit war die neue Kirche vollendet. Die feierliche Kirchweihe war schließlich am 2. September 1895.
Die Pfarre Scherpenseel wurde zum 1. Januar 2010 aufgelöst und mit den übrigen Pfarreien in Übach-Palenberg zur neuen Pfarre St. Petrus fusioniert. St. Mariä Himmelfahrt ist seitdem eine Filialkirche dieser neuen Pfarrgemeinde.

## Baubeschreibung
St. Mariä Himmelfahrt ist eine dreischiffige und fünfjochige gewölbte Basilika aus Backsteinen in Formen der Neugotik mit einem fünfseitig geschlossenem Chor und vorgebautem Glockenturm.

## Ausstattung
Im Innenraum hat sich nahezu die komplette neugotische Ausstattung aus der Bauzeit erhalten. Dazu zählen der Hochaltar, das reichgeschnitzte Chorgestühl, die beiden Beichtstühle, die Kirchenbänke, das Triumphkreuz sowie die erhaltene Ausmalung und die Fenster der Firma Gassen & Blaschke aus der Zeit um 1900.

## Glocken
Im Turm von St. Mariä Himmelfahrt hängt ein dreistimmiges Bronze-Geläut der Glockengießerei Otto aus dem Jahr 1927. Das Geläut von Scherpenseel zählt zu den wenigen komplett erhaltenen Geläuten der Zwischenkriegszeit in Deutschland.
| Nr. | Name    | Durchmesser (mm) | Masse (kg, ca.) | Schlagton (HT-1/16) | Gießer                                   | Gussjahr |
| 1   | Maria   | 1584             | 2700            | c′ +7               | Ernst Karl Otto, Fa. F. Otto, Hemelingen | 1927     |
| 2   | Rochus  | 1410             | 1950            | d′ +6               | Ernst Karl Otto, Fa. F. Otto, Hemelingen | 1927     |
| 3   | Donatus | 1261             | 1300            | e′ +4               | Ernst Karl Otto, Fa. F. Otto, Hemelingen | 1927     |